# Трент (Тексас)
Трент (енгл. Trent) град је у америчкој савезној држави Тексас. По попису становништва из 2010. у њему је живело 337 становника.

## Демографија
Према попису становништва из 2010. у граду је живело 337 становника, што је 19 (6,0%) становника више него 2000. године.
| Група             | 2000.       | 2010.       |
| Белци             | 275 (86,5%) | 291 (86,4%) |
| Афроамериканци    | 9 (2,8%)    | 5 (1,5%)    |
| Азијати           | 1 (0,3%)    | 0 (0,0%)    |
| Хиспаноамериканци | 32 (10,1%)  | 32 (9,5%)   |
| Укупно            | 318         | 337         |